# Sakeh
Sakeh, auch Zakeh, war ein hoher altägyptischer Beamter mit den Titeln Bürgermeister von Memphis und Herold des Königs. Memphis war zu Sakehs Lebenszeit in der ausgehenden 18. Dynastie die königliche Residenz, wodurch Zakeh einer der wichtigen Würdenträger seiner Zeit war. Er ist nur von einem Reliefblock bekannt, der mit hoher Wahrscheinlichkeit aus Sakkara stammt. Der Block befindet sich heute im Kunsthistorischen Museum Wien (Inventar-Nummer 5816) und zeigt im oberen Register Sakeh vor einem Baum, aus dem zwei Arme kommen und ihm Wasser spenden. Im unteren Register sieht man seinen Kopf und Schultern, sowie Opfergaben, vor denen er wahrscheinlich saß. Das Relief wird stilistisch unter Haremhab (regierte etwa 1319 bis 1292 v. Chr.) eingeordnet.